# Sentier de grande randonnée 80
Le sentier de grande randonnée 80 (GR 80) propose un tour de l'Ile d'Yeu, au large des côtes de la Vendée. Accès par bateau depuis Fromentine vers Port-Joinville ou par avion sur le petit aéroport de l'île.

## Description
Pour les voyageurs arrivés par bateau le circuit débute à Port-Joinville, chef-lieu de la commune de L'Île-d'Yeu. Le parcours autour de l'île permet de découvrir les divers paysages côtiers, plages, falaises, criques... Il visite aussi certains sites singuliers comme le Dolmen de la Planche-à-Puare, le Vieux Château ou le petit port de La Meule. Le sentier passe aussi par les deux caps extrêmes, à la Pointe du But avec le récif des Chiens Perrins à l'ouest et à la Pointe des Corbeaux à l'est.